# Sturgeon River (tillflöde till Nipissingsjön)
Sturgeon River är ett vattendrag i Kanada.   Det ligger i provinsen Ontario, i den sydöstra delen av landet, 300 km väster om huvudstaden Ottawa.
Trakten runt Sturgeon River är nära nog obefolkad, med mindre än två invånare per kvadratkilometer.